# David Lewis (filozófus)
David Kellogg Lewis (Oberlin, Ohio, 1941. szeptember 28. – Princeton, New Jersey, 2001. október 14.) a 20. század második felének egyik legjelentősebb filozófusa, az analitikus filozófia művelője.
Lewis rövid ideig az UCLA-n tanult, később a Princetonon folytatta tanulmányait. Ezen felül közeli kapcsolatok fűzték az ausztráliai filozófiai közösséghez, amit több mint harminc éven keresztül rendszeresen látogatott. Leghíresebb munkái a modális filozófia témakörében fogalmazódtak meg, de a nyelvfilozófiához, az elmefilozófiához, az analitikus metafizikához, az ismeretelmélethez és a filozófiai logikához is tekintélyes mértékben hozzájárult. Lewis legismertebb, és egyben legvitatottabb elmélete a modális állítások (amelyekben előfordulnak a 'lehetséges' és a 'szükségszerű' szavak) értelmezésének szemantikai oldalára vonatkozik: szerinte ugyanis azok a tényállások, amelyek egy modális állítás igazságát megalapozzák, konkrét, egymástól kauzálisan független "lehetséges világok" alkotóelemei, melyek ugyanabban az értelemben valóságosak, mint az a világ, amelyben mi élünk. Ez az elgondolása alapvetően meghatározta a filozófia különböző területeihez való viszonyulásának módját.

## Fiatal évek és tanulmányok
Lewis az Ohio-állambeli Oberlin-ben született. Apja John D. Lewis Professzor politikát tanított az oberlini főiskolában, anyja Ruth Ewart Kellogg Lewis pedig egy ismert történész volt. Lewis magas intelligenciája már az oberlini gimnáziumban eltöltött évek alatt megmutatkozott: főiskolába járt vegyészeti előadásokat hallgatni. Tanulmányait a Swarthmore Főiskolában folytatta, továbbá egy évet eltöltött Oxfordban is (1959-1960), ahol Iris Murdoch kezei alatt gyarapította tudását, valamint Gilbert Ryle, Herbert Paul Grice, Peter F. Strawson és John Langshaw Austin előadásait is látogatta. Lewis-t az Oxfordban eltöltött év meghatározó módon befolyásolta abban a döntésében, hogy filozófiát kezdjen tanulni, és ez tette őt hamarosan az analitikus filozófia egyik kulcsfontosságú alakjává. Filozófiai doktori címét a Harvard-on szerezte meg 1967-ben. Itt Willard van Orman Quine alatt tanult, akinek számos nézetét elutasította. Ausztráliával való kapcsolatát is itt alapozta meg, amikor szemináriumra járt J. J. C. Smarthoz, egy vezető ausztráliai filozófushoz.

## Korai munkája a konvencióról
Lewis első monográfiája a Convention: A Philosophical Study (1969), amely doktori disszertációján alapult, és amelyben a játékelmélet fogalmainak használatával elemzi a társadalmi konvenciók természetét. E művével, mint a legjobb 40 éves kor alatti filozófus által publikált filozófiai könyvvel nyerte meg az American Philosophical Associacion első Franklin Matchette Díját. Lewis álláspontja szerint a társadalmi konvenciók – mint az a konvenció, mely szerint a legtöbb országban a jobb oldalon vezetünk (és nem a bal oldalon), valamint az a konvenció, mely szerint az eredeti hívó fél hívja vissza beszélgetőtársát, ha a telefonkapcsolat megszakad stb. – az úgynevezett „koordinációs problémák” megoldásai. Lewis könyvének idejében erre a problémára kevés gondot fordítottak; a legtöbb játékelméleti vita olyan problémák köré csoportosult, melyek a konfliktusba kerülő emberek racionális viselkedésével kapcsolatosak (mint például a fogolydilemma).
Mármost a koordinációs problémák problematikusak, mivel – bár a résztvevőknek közös érdekeik vannak – különféle megoldások léteznek. Néha a megoldások egyike lehet „kiugró” – ezt a fogalmat Thomas Shelling alkotta meg (aki egyébként erősen inspirálta Lewist). Például egy olyan koordinációs problémának, amely a találkozás formáját ölti magára, úgy lehet kiugró megoldása, ha csak egyetlen helyszín van a városban, ahol találkozni lehet. De a legtöbb esetben arra kell támaszkodnunk, amit Lewis „precedensnek” nevez, hogy elérjük a kiugró megoldást. Ha minden résztvevő tudja, hogy egy egyedi koordinációs probléma – mondjuk az, hogy „melyik oldalon kell vezetnünk?” – ugyanazon a módon lett megoldva, mint ezelőtt számos alkalommal, továbbá mindenki tudja, hogy mind tudják ezt, és mindenki tudja, hogy mindenki tudja, hogy mind tudják ezt stb., akkor könnyedén meg fogják oldani a problémát. A probléma sikeres megoldását még több ember látni fogja és ezért a konvenció el fog terjedni a társadalomban. Ezért egy konvenciót olyan viselkedési regularitásnak kell tekinteni, amely fenntartja magát, mivel minden résztvevő érdekeit szolgálja. A konvenció további fontos sajátossága, hogy lehetett volna egészen másmilyen: egy konvenció felvétele többé-kevésbé önkényes kérdés.
Lewis könyvének fő célkitűzése mégsem pusztán az volt, hogy számot adjon a konvencióról, hanem inkább az, hogy megvizsgálja azt a „közhelyet, hogy a nyelvet a konvenció szabályozza”. A könyv két utolsó fejezetében arra jut, hogy a nyelv használata a közösségben a közösség tagjai közötti igazságosság és bizalom konvencióiból tevődik össze. Lewis ebben a keretben újra elhelyezi az olyan fogalmakat, mint igazság és analicitás; álláspontja szerint jobban meg lehet érteni ezeket a fogalmakat, ha úgy kezeljük őket, mint mondatok közötti relációkat egy nyelvben és nem mint mondatok tulajdonságait.

## Kontrafaktuálisok és modális realizmus
Lewis következő munkája a Contrafactuals (1973) volt, amelyben a kontrafaktuális kondicionálisok egy elemzését nyújtotta a lehetséges világok elmélete alapján. Jelentős technikai előnyei ellenére azonban a művet széles körben kétségesnek tartották. Még gyakrabban ütközött "hitetlen tekintetekbe" Lewis azon gondolata, hogy végtelen számú, kauzálisan izolált univerzum létezik, melyek mindegyike éppen annyira valós, mint a miénk, bár bizonyos módon különbözik attól, és az, hogy szükséges az ezekben az univerzumokban létező tárgyakra hivatkozni ahhoz, hogy bizonyos kontrafaktuális állításokat igazzá tegyünk. Lewis az On the Plurality of Worlds (1986) című könyvében védelmezi és dolgozza ki ezt az extrémnek tűnő elméletet, miközben ragaszkodik ahhoz, hogy nincs is benne semmi extrém. Lewis elismerte, hogy elmélete szemben áll az intuícióval, de hitt abban, hogy előnyei messze felülmúlják hátrányait és ezért ki kell tartani mellette.
Lewis szerint egy kontrafaktuális kondicionálist, például azt, hogy "Ha sikerült volna a lövésem, a csapatunk megnyerte volna a meccset" az teszi igazzá, hogy létezik egy világ – amely olyan konkrét, mint a miénk és nagyban hasonlít ahhoz – , amely annyiban különbözik az aktuális világtól, hogy a benne létező hasonmásomnak sikerült a lövés és a csapatom hasonmása megnyerte a játékot. Ez a kontrafaktuális akkor lenne hamis, ha létezne egy másik világ, amely jobban hasonlít az aktuális világra, mint az előző és ahol a hasonmásomnak sikerül a lövés, a csapatom hasonmása mégis veszít. Ezen elemzés szerint tehát, amikor tényellentétes lehetőségekről beszélünk, arról beszélünk, hogy milyen tények állnak fenn valamilyen lehetséges világban vagy világokban. Fontos továbbá megemlíteni, hogy egy tényellentétes állítás igazsága vagy hamissága attól függ, hogy bizonyos világok mennyire hasonlítanak a miénkhez, vagyis az aktuális világhoz, amit más szóval úgy is ki lehet fejezni, hogy mely világok vannak más világoknál közelebb az aktuális világhoz. Az aktualitás Lewis szerint pusztán indexikus címke, amit annak a világnak adunk, melyben elhelyezzük önmagunkat. Vagyis ez a világ – azon a kontingens tényen kívül, hogy mi ebben a világban létezünk – semmilyen szempontból nem kitüntetett a többi lehetséges világgal szemben.
Az elméletet számos kritika érte. Különösen problematikus az a kérdés, hogy honnan tudhatjuk, mi történik bizonyos lehetséges világokban, amikor a lehetséges világok definíció szerint nincsenek kauzális kapcsolatban a miénkkel, így elvileg lehetetlen egy másik világba való áttekintés.
Egy ehhez kapcsolódó másik ellenvetés szerint egyáltalán nem érint minket az, hogy bizonyos személyek mit csinálnak más világokban és ez a kérdés nem azonos azzal, hogy mi történt volna, ha úgy cselekedünk volna, ahogy valójában nem.
Egy alapvetőbb kritika arra a problémára irányítja a figyelmet, hogy a lehetséges világoknak és a bennük létező "hasonmásoknak" ontológiánkba való felvétele megsérti az Occam borotvájának nevezett elvet, amely szerint nem szabad túllépnünk az elméleti entitások azon halmazán, amely az elméletünk által magyarázni kívánt tények magyarázatához feltétlenül szükséges entitásokat tartalmazza. Azok közül, akik ezzel a kritikával bírálják Lewis modális realizmusát, sokan az aktualista nézetet részesítik előnyben, amely a lehetséges világok természetére vonatkozó, a modális realizmus alternatívájának tekintett koncepció.

## Lewis időfelfogása
Lewis egyik cikkében (Paradoxes of Time Travel, 1976) az időutazás problémáit fejtegeti. E problémák megoldásának kísérletében Lewis az idő természetére vonatkozó, általános megfontolásokból indul ki. Ezek szerint az időt úgy kell elgondolni, mint amely a tér dimenzióihoz alapvetően hasonló funkciót tölt be, és azokkal együtt alkotja azt a valóságot, amit téridőnek nevezünk. Az idő – a térhez való analógiájának megfelelően – részekre osztható. Így lehetőség nyílik arra, hogy az időben létező tárgyakat a téridőt modellező koordináta-rendszer segítségével pontosan azonosítsuk. Ez azt jelenti, hogy egy ilyen értelemben vett tárgy nem több, mint a tér három tengelyének, valamint az idő tengelyének valamely metszéspontja. Ebből az a – metafizikailag érdekes – következmény adódik, hogy az, amit szokásos értelemben tárgynak nevezünk, nincs jelen azonosságának teljességében az idő minden egyes pillanatában, hanem minden pillanatban csupán egy-egy téridőbeli szelete jelenik meg. Ezek a szeletek – melyek összességéből a valódi tárgy felépül – kirajzolják a tárgy "életpályáját" a négydimenziós koordináta rendszerben (vagyis azt a pályát, amelynek kezdőpontjától végpontjáig a szóban forgó tárgy fennáll).
Az idő természetéről alkotott ilyen felfogást perdurantizmusnak nevezik és szembeállítják az endurantizmussal, amelynek képviselői ragaszkodnak ahhoz, hogy az időt nem lehet analógiába állítani a térdimenziókkal. Eltekintve attól, hogy melyik álláspont mellett lehet jobb érveket felhozni, Lewis elköteleződése a perdurantizmus mellett lehetőséget nyújtott számára az időutazás bizonyos problémáinak újrafogalmazására.

## David Lewis ismeretelméleti koncepciója
Lewis Elusive Knowledge (1999) című cikkében felvázol egy modális filozófiai kereten belül értelmezett episztemológiát. Fő tézise az, hogy tudásunk kontextus-függő, ami azt jelenti, hogy csak annak alapján lehet megállapítani, hogy egy állítás igazságát ismerjük-e, hogy milyen lehetőségeket veszünk figyelembe. Normális körülmények között például tökéletesen tudatában lehetek annak, hogy éppen most az íróasztalom előtt ülök és gépelek, de ez csak úgy lehetséges, ha nem veszem figyelembe azokat a lehetőségeket, melyek megcáfolhatnák ezt a tudásomat. Ha elkezdenék azon merengeni, hogy vajon nem vagyok-e egy hallucináció áldozata, akkor ezt a lehetőséget figyelembe venném, és ezzel kitágítanám a kontextust, aminek következtében korábban egyértelműnek tekintett tudásaim kétséges véleményekké válnának. A hallucináció egyik esete az ún. szkeptikus érveknek, amelyek – Lewis álláspontja szerint – olyan kontextusba helyezik az egyént, amelyben nem lehet (tökéletes) tudást elérni. Ezek az érvek azonban csak akkor jönnek elő, amikor filozófiával foglalkozunk; hétköznapi tudásunk tökéletességén mit sem változtatnak. A lényeg az, hogy mindig rögzítsük a kontextust terjedelmét, amikor igényt tartunk valaminek a tudására.

## Okság
Lewis az okság fogalmáról tényellentétes elemzést ad. Ez úgy történik, hogy először is két esemény közötti oksági viszonyt (vagyis azt, hogy az egyik esemény oka a másiknak) a következő formákban írja fel: "Ha az egyik esemény nem történt volna meg, akkor a másik esemény sem történt volna meg" és "Ha az egyik esemény megtörtént volna, akkor a másik is megtörtént volna". E két állítás igazságát Lewis a kérdéses események közötti oksági függőség feltételének tekinti. Ahhoz azonban, hogy megállapítsuk, mikor igazak ezek az állítások, a lehetséges világok fogalmát kell segítségül hívnunk. A mondatok igazsága attól függ, hogy milyenek azok a lehetséges világok, melyek az aktuális világtól bizonyos elég "közeli" távolságra vannak (vagyis eléggé hasonlítanak ahhoz).
Az a tényellentétes állítás például, hogy "Ha Nixon megnyomott volna egy bizonyos piros gombot, kitört volna a nukleáris háború" csak akkor igaz, ha egy adott lehetséges világban – amely máskülönben nagymértékben hasonló az aktuálishoz – Nixon megnyomta a gombot és kitört a nukleáris háború, és ez a világ közelebb van az aktuális világhoz (vagyis hasonlóbb ahhoz bizonyos szempontból), mint egy olyan világ, amelyben Nixon megnyomta a gombot és a háború mégsem tört ki. Hasonlóképpen ellenőrizhető azon állítás igazsága is, hogy "Ha Nixon nem nyomott volna meg egy piros gombot, akkor nem tört volna ki a nukleáris háború". Ezen kívül a két állítás akkor is igaz lesz, ha nem találunk olyan (elég közeli) lehetséges világot, ahol Nixon megnyomta a gombot (üres teljesülés).
Ez az elemzés csupán az oksági függőség viszonyát adja meg, és ezt Lewis megkülönbözteti az okságtól . Előfordulhat ugyanis, hogy bizonyos események oksági láncolatot alkotnak, amiből az következik, hogy a lánc bármely tetszőleges szeme oka bármely a láncolatban utána következő szemnek. De az oksági függőségre ez nem igaz. Oksági függőség csak a szomszédos láncszemek között lehetséges. (Ez utóbbi a tényellentétes elemzés természetéből következik.)Tehát egy esemény akkor oka egy másiknak, ha e két esemény elhelyezhető egy olyan oksági láncban, melyben a szomszédos események között oksági függőség áll fenn.

## Főbb művei
- Counterfactuals, Oxford University Press, Oxford, 1973
- Philosophical Papers vol. 1-2., Oxford University Press, Oxford, 1983, 1986
- On the Plurality of Worlds, 1986
- Papers in Metaphysics and Epistemology, 1999

## Bibliográfia
- David Lewis: Elusive Knowledge (The Australasian Journal of Philosophy, 74 (1996): 549–567)
- David Lewis: Paradoxes of Time Travel (American Philosophical Quarterly, 1976 Oxford University Press)
- Modern Metafizikai Tanulmányok (Farkas Katalin, Huoranszki Ferenc szerk., 2004, ELTE Eötvös Kiadó) – David Lewis: Lehetséges Világok (91–99) és Okság (151–165)
- Huoranszki Ferenc: Modern Metafizika 2001, Osiris Kiadó; interneten elérhető: https://web.archive.org/web/20070929103255/http://www.hik.hu/tankonyvtar/site/books/b50/